# 吉尔吉斯公共广播电视公司
吉尔吉斯公共广播电视公司，是吉尔吉斯的国家广播电视机构，总部设在首都比什凯克。1931年开播广播节目，1958年开播电视节目。目前有6个电视频道和4个广播频道。

## 频道
- 电视：KTRK主频道、新闻频道、体育频道、音乐频道、文化频道、少儿频道
- 广播：第一电台（Биринчи Радио）、吉尔吉斯广播、千梦（Радио «Миң Кыял FM»）、友谊电台、儿童电台[1]